# Asa Andō
Pour les articles homonymes, voir Ando.
Asa Andō (安藤 麻, Andō Asa) est une skieuse alpine japonaise, née le 24 avril 1996 à Asahikawa. Elle est spécialisée dans les épreuves techniques (slalom et slalom géant).

## Biographie
Asa Ando prend part à des courses de la Coupe d'Asie orientale à partir de 2011, pour gagner ses premières manches lors de la saison 2012-2013. Elle court ensuite pour l'Université Tōyō.
Elle réalise ses débuts dans la Coupe du monde en octobre 2014 à Sölden. Elle marque ses premiers points trois ans plus tard au même lieu avec une 25e place sur le slalom géant. Elle entre dans les points aussi en slalom à Kranjska Gora (23e).
Aux Championnats du monde de Saint-Moritz en 2017, son premier grand championnat, elle est 35e du slalom géant et ne termine pas le slalom. Elle participe aux Jeux olympiques d'hiver de 2018, où elle ne conclut pas le slalom. Trois ans après elle termine à la dixième place du slalom championnats du monde de Cortina d'Ampezzo, son meilleur résultat dans un grand championnat. Elle est aussi quinzième au slalom de Semmering durant la saison 2020-2021 de Coupe du monde.

## Palmarès

### Jeux olympiques
| Édition / Épreuve   | Slalom  |
| ------------------- | ------- |
| JO 2018 Pyeongchang | Abandon |

### Championnats du monde
| Épreuve / Édition | Saint-Moritz 2017 | Åre 2019 | Cortina d'Ampezzo 2021 |
| ----------------- | ----------------- | -------- | ---------------------- |
| Slalom géant      | 35e               | 27e      | ab                     |
| Slalom            | Abandon           |          | 10e                    |

### Coupe du monde
- Meilleur classement général : 81e en 2020[2].
- Meilleur résultat : 15e lors du slalom de Semmering le 29 décembre 2020[3].

| Année/Classement | Général | Général | Descente | Descente | Slalom | Slalom | Slalom géant | Slalom géant | Super G | Super G | Combiné | Combiné | Parallèle | Parallèle |
| Année/Classement | Class.  | Points  | Class.   | Points   | Class. | Points | Class.       | Points       | Class.  | Points  | Class.  | Points  | Class.    | Points    |
| ---------------- | ------- | ------- | -------- | -------- | ------ | ------ | ------------ | ------------ | ------- | ------- | ------- | ------- | --------- | --------- |
| 2018             | 103e    | 21      | -        | -        | 46e    | 15     | 47e          | 6            | -       | -       | -       | -       | -         | -         |
| 2019             | 127e    | 5       | -        | -        | 53e    | 5      | -            | -            | -       | -       | -       | -       | -         | -         |
| 2020             | 81e     | 37      | -        | -        | 34e    | 22     | -            | -            | -       | -       | -       | -       | 28e       | 15        |

### Universiades
- Almaty 2017 :
  -  Médaille d'or au slalom géant.
  -  Médaille de bronze au super G.

### Jeux asiatiques
- Sapporo 2017 :
  -  Médaille d'argent en slalom.
  -  Médaille d'argent en slalom géant.

### Championnats du Japon
- Championne du slalom en 2015, 2016, 2017 et 2019[4].
- Championne du slalom géant en 2016, 2018 et 2019[4].